# Église de la Dîme
L'église de la Dormition de la Vierge de Kiev, appelée communément église de la Dîme, est un ancien édifice religieux orthodoxe situé à Kiev en Ukraine. Première église en pierre dans le monde slave oriental (Russie, Ukraine et Biélorussie), elle avait pour cette raison une forte charge symbolique dans l'histoire de l'Ukraine.

## Histoire
Peu après son baptême en 988, Vladimir Ier ordonne la construction d'une église en bois Saint-Basile (première église enregistrée de la Rus') et d'une cathédrale en bois Sainte-Sophie, qui est détruite par incendie en 1017.
Des architectes grecs sont ensuite convoqués pour bâtir une église en pierre, et c'est en 996 qu'est achevée l'église de la Dormition de la Vierge. Les reliques - notamment celles de saint Clément de Rome et les objets liturgiques rapportés de Chersonèse par Vladimir y sont apportés, et le clergé grec y officie ; elle est appelée église de la Dîme (Dessiatinnaïa) à cause de l'impôt que lui octroyait Vladimir.
Elle n'est consacrée qu'en 1039 par le métropolite de Kiev Theopemptus ; sans doute, entre 996 et 1039, plusieurs années ont-elles été nécessaires pour faire sécher les fresques et ajouter des galeries, puisque les recherches entreprises sur les fondations tendent à montrer que la construction se serait déroulée en 2 étapes.
L'église servait de chapelle palatine ou de cathédrale. Elle servit aussi de sépulture royale : ainsi, par ordonnance de Vladimir, les restes de sa grand-mère Olga, première souveraine chrétienne de la Russie kiévienne, y sont inhumés. Vladimir et sa femme Anna Porphyrogénète, sœur de l'empereur byzantin Basile III, y sont également enterrés.

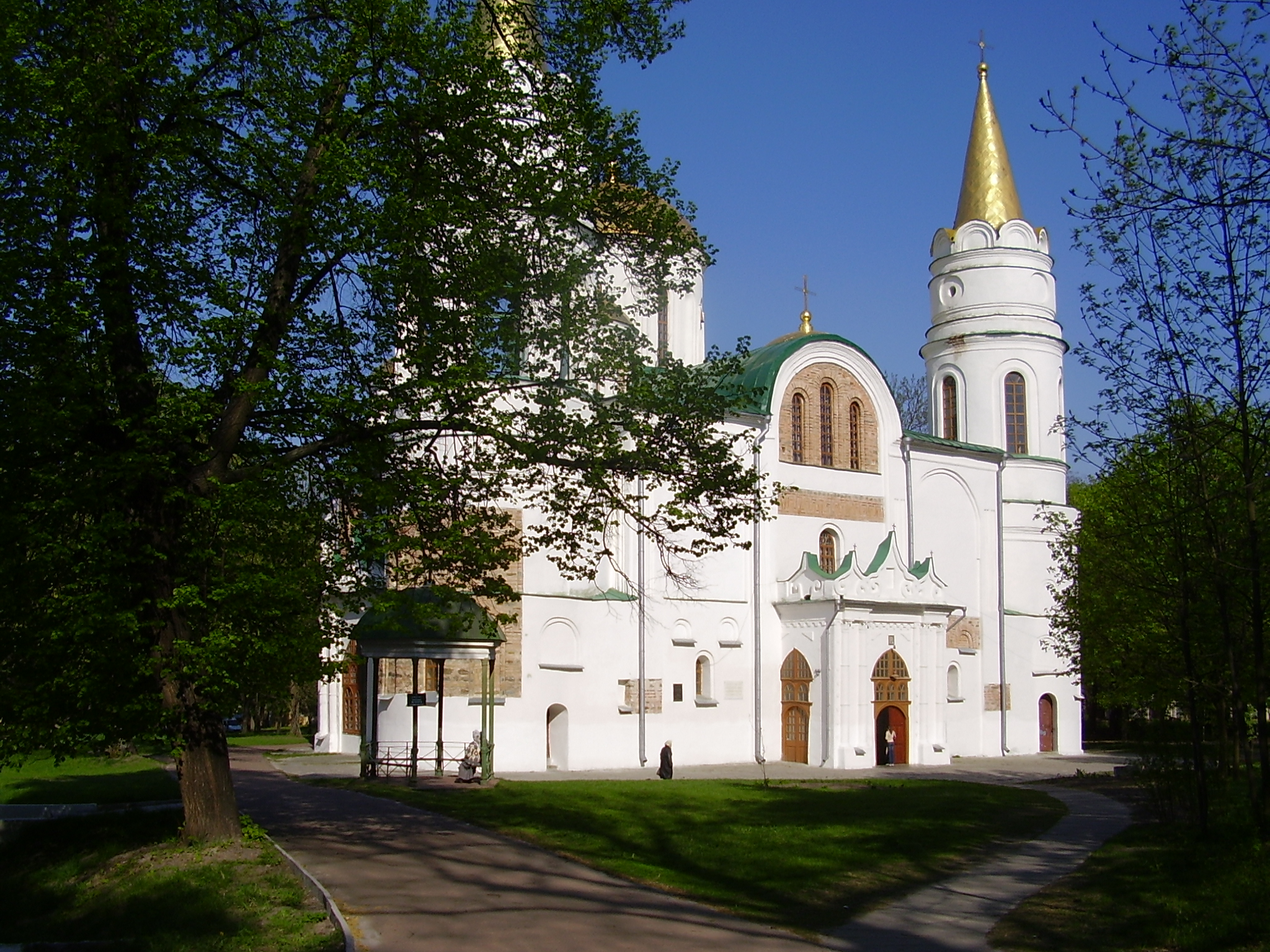
La cathédrale de la Transfiguration-du-Sauveur de Tchernigov (1030), construite sur le modèle de l'église de la Dîme ?

En 1240, pendant le siège de Kiev, l'église est utilisée par les Kiévains comme dernier refuge alors que la ville était ravagée par les troupes mongoles de Batu Khan, mais elle finit par s'écrouler après avoir été incendiée. La cathédrale de la Transfiguration du Sauveur de Tchernigov (1036) aurait imité, dans son architecture, les dimensions originelles et l'aspect extérieur de l'église de la Dîme.

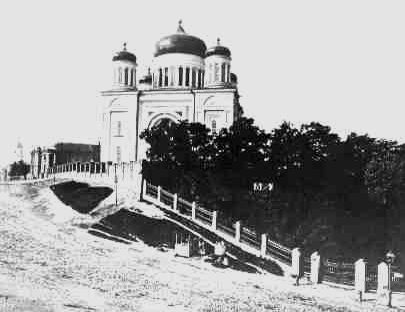
L'église de la Dîme au XIXe siècle.

Dans les années 1630, une église en bois Saint-Nicolas est érigée sur le site à l'initiative de Pierre Movilă. Entre 1828 et 1842, par ordre des autorités impériales russes, une nouvelle église de la Dîme est construite en pierre d'après les plans de Vassili Stassov, complètement différents du style original byzantin. En 1935, l'église est détruite par les autorités soviétiques ukrainiennes. Il n'en subsiste plus aujourd'hui que les fondations.

## Reconstruction
Un plan controversé de reconstruction de l'église est actuellement en cours d'examen à Kiev.